# Musée d'Art contemporain de Los Angeles
Pour les articles homonymes, voir Moca.
Le musée d'Art contemporain de Los Angeles (Museum of Contemporary Art, Los Angeles) [MOCA, Los Angeles] est un musée situé dans la ville de Los Angeles en Californie.

## Historique
Le musée est fondé en 1979 à l'instigation du maire de Los Angeles, Tom Bradley, de la collectionneuse Marcia Weisman et le directeur de la fondation Andy Warhol, Joel Wachs[réf. nécessaire].
Le musée se compose de trois parties :
- The Geffen Contemporary ;
- MOCA Pacific Design Center ;
- Une partie est située sur Grand Avenue dans le quartier de Downtown Los Angeles. Les 5 000 œuvres exposées sont en général postérieures à la Seconde Guerre mondiale : des toiles de Robert Rauschenberg, Diane Arbus ou Andy Warhol.

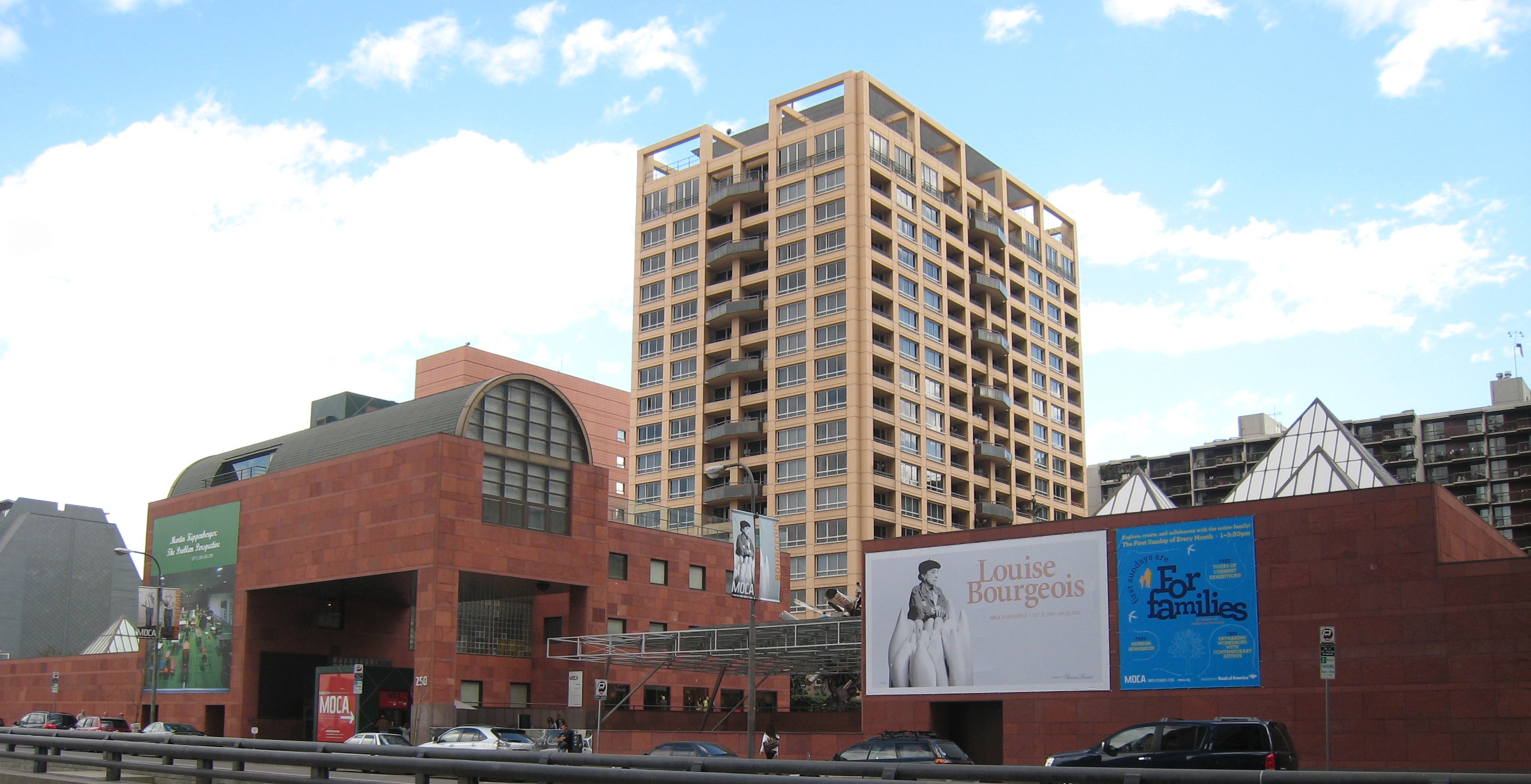
MOCA Grand Avenue (expo Louise Bourgeois en 2008).

Giuseppe Panza (en) (1923-2010) vend au musée 80 œuvres de sa collection en 1984 et 1994 il lègue 70 œuvres de 10 artistes.

## Collection
- Diane Arbus
- Robert Rauschenberg : Coca Cola Plan (1958).
- Andy Warhol
- Jean-Michel Basquiat
- Robert Longo
- Mark Rothko
- Sigmar Polke
- Roy Lichtenstein
- Claes Oldenburg
- Nam June Paik
- Franz Kline
- Cy Twombly
- Jean Fautrier
- Michael Heizer
- Dan Flavin
- Ellsworth Kelly
- Agnes Martin
- Elizabeth Murray
- Julian Schnabel
- Piet Mondrian
- Ed Ruscha
- Willem de Kooning

## Expositions temporaires
- The First Show: Painting and Sculpture From Eight Collections, 1940-80
- A Forest of Signs: Art in the Crisis of Representation (1989)
- A Minimal Future? Art as Object, 1958-1968

### Rétrospectives
- Allen Ruppersberg (1985)
- John Baldessari (1990)
- Ad Reinhardt (1991)
- Jeff Wall (1997)
- Barbara Kruger (1999)
- Takashi Murakami (2007)